# Избирательное правоприменение

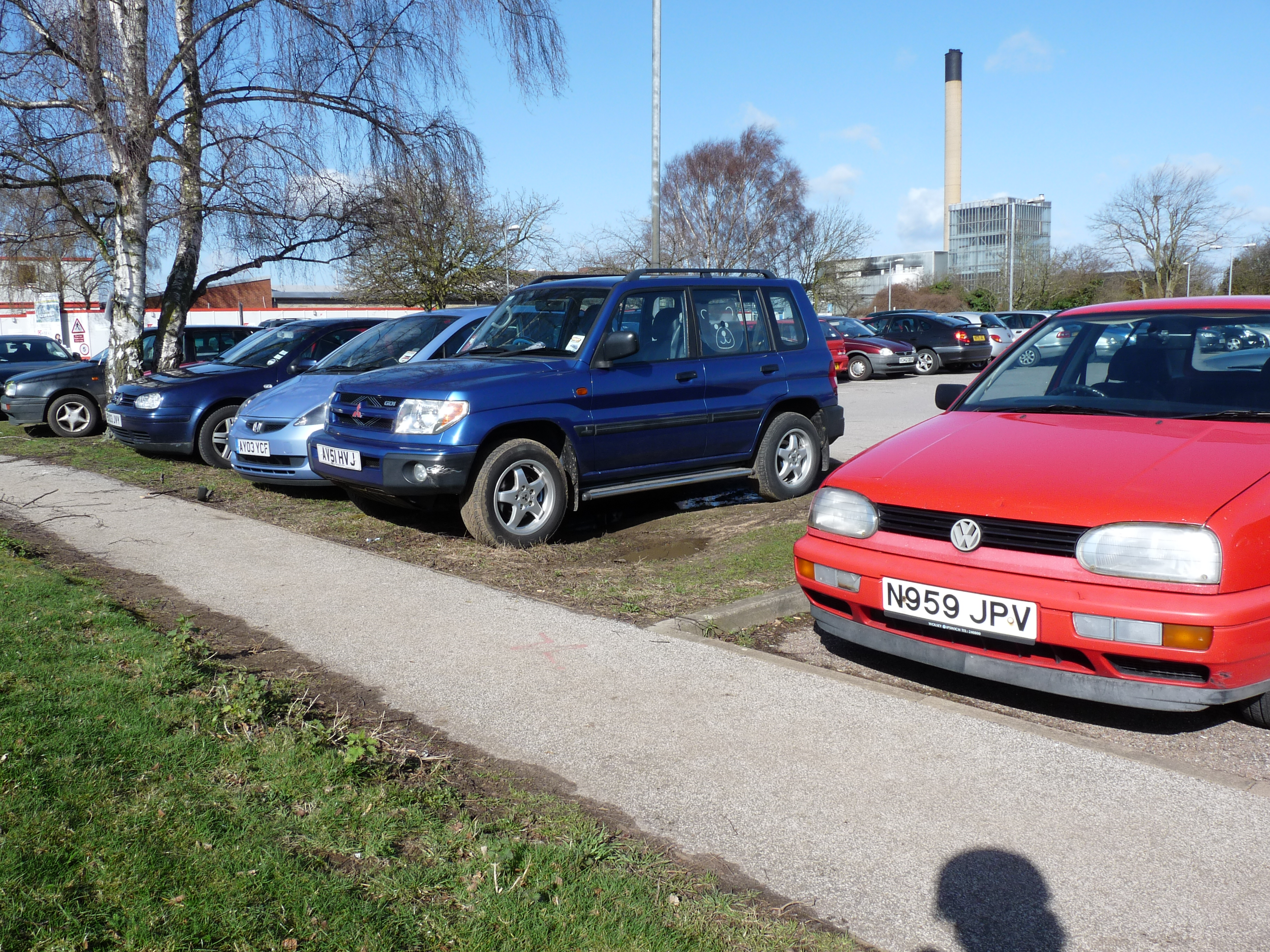
Неодинаковая реакция полицейских на запрещённую парковку на газоне — пример избирательного правоприменения

Избира́тельное правопримене́ние, также вы́борочное правопримене́ние, — деятельность органов государственной власти и должностных лиц по рассмотрению и разрешению юридических дел, совершаемая в противоречии с принципом равенства перед законом, обычно для удовлетворения личных интересов правоприменителя. Оно имеет место, когда правоприменители исполняют закон и обеспечивают соблюдение нормативных актов по своему усмотрению. Будучи препятствием в реализации прав, свобод и законных интересов граждан, избирательность возможна на любой стадии правоприменения: установление фактических обстоятельств дела; выбор правовой нормы и её анализ; принятие правоприменительного решения и его документальное оформление.

## Признаки
Кандидат юридических наук, доцент Гуманитарного университета (Екатеринбург) Сергей Денисов отмечает, что в административной правовой системе реализация права зависит только от воли управленцев, из-за чего правовая норма расценивается как инструмент, который может применяться в одних случаях и не применяться в других. В 2007 году он выделил несколько характеристик и особенностей избирательного применения права:
1. Неравенство субъектов права. Оно проявляется в неравном применении нормы права к разным лицам. Некоторые субъекты могут обеспечиваться большей защитой от правонарушений, чем другие.
2. Возможность использования зарегулированности общественных отношений для удержания населения в повиновении. При таком условии большинство субъектов права готовы нарушать правовые нормы. Управленческий аппарат не препятствует массовым правонарушениям, и они становятся обычной практикой. Однако в случае необходимости будет легко на законных основаниях применить репрессии к тому или иному лицу.
3. Нередко показательный характер применения правовой нормы к отдельным субъектам. Показательное правоприменение может служить как предотвращением правонарушений, так и политическим мероприятием. При помощи выборочного применения права к отдельным лицам государственная бюрократия создаёт видимость бурной деятельности по решению общественных проблем.
4. Избирательное правоприменение происходит в ходе борьбы за власть. Лица, которые успешно совершили государственный переворот, к ответственности не привлекаются. В то же время тех, кто провалил попытку переворота, ждёт привлечение к ответственности.
5. Возможность обращаться к избирательному правоприменению для оказания давления на другие страны. Например, на фоне ухудшения отношений между государствами одно из них может задействовать специальное ведомство, которое внезапно обнаружит, что продукты из другой страны некачественны, и запретит их поставку.
6. Связь между возможностью избирательного правоприменения и свободой усмотрения. В административной правовой системе норма не предусматривает ясных условий для принятия какого-либо решения, на характер правоприменения влияет коррупция, которая может быть системной. Противоречивость норм права обеспечивает возможность различного решения одинаковых дел.
7. Избирательное применение — способ поддержания власти государственной бюрократии. Посредством него государственный аппарат избавляется от лиц, которые не принимают бюрократические ценности. Выборочное правоприменение позволяет бороться с инакомыслием и устранять оппозицию. В экономической сфере бюрократия может поставить предпринимателей в неравное положение и обеспечить привилегии тем, кто связан с ней, а также вывести из экономического поля тех, кто выступает против неё[4].

Принцип равенства перед законом служит индикатором, позволяющим определить, прошёл ли процесс правоприменения в строгом соответствии с законом и устоявшейся юридической практикой по схожим случаям или же было необоснованное, надуманное основание или вольная трактовка нормы вопреки её смыслу в системе правового регулирования, что привело к принятию решения, которое удовлетворило неправовые интересы лица или же удовлетворило законные интересы одного, но оставило без удовлетворения интересы другого при одинаковых обстоятельствах.
Избирательность правоприменения происходит там, где у правоприменителя есть какой-либо интерес в принятии или непринятии конкретного решения, между тем она может возникнуть и по причине юридической неграмотности и некомпетентности должностного лица. В таком случае избирательность будет неумышленной, потому что отсутствует признак заинтересованности.
Наглядной иллюстрацией выборочного правоприменения на местном уровне является двоякая реакция правоохранительных органов на незаконную парковку на газоне. Когда рядом с домом нет парковочных мест, некоторые водители ставят автомобиль на газон. Полицейский, увидев, как один гражданин оставляет машину на газоне, составляет в отношении него протокол об административном правонарушении, при этом ему безразлично наличие рядом автомобилей, припаркованных точно так же. Гражданин убирает свою машину, на его место паркуется мужчина на более дорогом автомобиле и проходит мимо сотрудника полиции, который по каким-то причинам не захотел составлять протокол в отношении второго водителя. Ситуация одинаковая, однако нарушитель оказался только один. На общегосударственном уровне известны случаи вольных трактовок законодательства при отказе политическим партиям в регистрации, например из-за опечаток или отсутствия титульного листа.

## Положение по странам

### Китай
Группа исследователей из Нанкинского университета рассмотрела 201 случай применения наказания Комиссией по регулированию ценных бумаг Китая с 1994 по 2008 годы и пришла к выводу, что ведомство по мере правоприменения уделяет особое внимание тому, кто владеет компанией-нарушителем. Организации, в создание или деятельность которых каким-либо образом вовлечены органы власти или должностные лица, с большей вероятностью избегают наказания, и чем выше уровень государственного предприятия, тем мягче наказание. Однако чем больше убытки инвесторов, вызванные нарушениями, тем серьёзнее наказание, наложенное комиссией, так как ей необходимо успокоить инвесторов. Авторы также обнаружили, что государственные предприятия, особенно те, которые непосредственно находятся под контролем центрального правительства, могут избежать налагаемые за нарушения взыскания в течение более длительного времени, что может быть связано с недостатком надзора за такими организациями со стороны комиссии. Причём избирательное правоприменение может влиять на распределение ресурсов на рынке ценных бумаг, поскольку компании, совершающие лёгкие нарушения, более склонны обращаться за рефинансированием.

### Россия
Как утверждает юрист Игорь Слабых из Института современной России, именно избирательность правоприменения нашла отражение в русской поговорке: «закон — что дышло: куда повернёшь — туда и вышло». Публицист Леонид Никитинский заметил, что в России эпохи Владимира Путина не так много зависит от законов, сколько от тех, кто контролирует механизм правоприменения, часто избирательного, а суды играют ключевую роль в механизме избирательности или скорее даже в нежелании её замечать. По мнению политолога Игоря Клямкина, «избирательное правоприменение стало возможным потому, что любая производительная деятельность — от промышленной до культурной — при соблюдении закона в современной России невозможна». По оценке философа Кирилла Мартынова, «законы пишутся так, что они могут применяться не просто выборочно, но именно по-разному в отношении разных групп граждан».
Российские исследователи, журналисты и общественные деятели с избирательным правоприменением связывали дело ЮКОСа, возбуждение уголовного дела в отношении Михаила Касьянова (2005), «винный скандал» (2006), дело Pussy Riot (2012), отказ ЦИК России в передаче Павлу Грудинину мандата депутата Государственной думы (2019), «санитарное дело» (2021), произвольное признание компаний, фондов и СМИ «иностранными агентами».
В 2011 году президент РФ Дмитрий Медведев утвердил Основы государственной политики Российской Федерации в сфере развития правовой грамотности и правосознания граждан. В этом документе указано, что одним из условий, способствующих распространению правового нигилизма, является избирательность в применении норм права. В ноябре 2013 года сотрудники Института проблем правоприменения при Европейском университете в Санкт-Петербурге представили Концепцию комплексной организационно-правовой реформы правоохранительных органов РФ. В частности, она предполагает устранение существующих в системе стимулов и условий, которые толкают сотрудников правоохранительных органов на противоправное поведение и избирательное правоприменение.

### США
В федеративной системе США прокурор обладает обширной свободой действий определять, кого, когда, как и даже следует ли вообще привлекать к ответственности за явное совершение федеральных преступлений. Суды неоднократно признавали широкие полномочия прокуроров, такие как инициирование уголовного преследования или отказ от него, выбор или рекомендация определённых обвинений, прекращение преследования через принятие заявления о признании вины.
Решение по делу Ик Во против Хопкинса в 1886 году стало первым случаем, когда Верховный суд США постановил, что закон, внешне нейтральный относительно расовой принадлежности, но применяемый предвзятым образом, является нарушением положения о равной защите в Четырнадцатой поправке к Конституции США. В решении по делу Уэйт против Соединённых Штатов 1985 года указано:

В нашей системе уголовного правосудия Правительство сохраняет «широкое усмотрение» в отношении того, кого привлекать к ответственности. … Это широкое усмотрение в значительной степени основывается на признании того, что решение о возбуждении дела особенно неподходяще для судебного надзора. Такие факторы, как весомость дела, общая величина мер пресечения, приоритеты правоприменения Правительства и связь дела с общим планом правоприменения Правительства, не всегда поддаются анализу, который суды компетентны проводить. Оригинальный текст (англ.)In our criminal justice system, the Government retains "broad discretion" as to whom to prosecute. […] This broad discretion rests largely on the recognition that the decision to prosecute is particularly ill-suited to judicial review. Such factors as the strength of the case, the prosecution’s general deterrence value, the Government’s enforcement priorities, and the case’s relationship to the Government’s overall enforcement plan are not readily susceptible to the kind of analysis the courts are competent to undertake.